# Chinese Volleyball Super League 2018/19
Die Chinese Volleyball Super League 2018/19 war die 22. Spielzeit der Profi-Volleyballliga der VR. China gewesen. Die Saison begann am 25. Oktober 2018 und endet Ende Februar 2019 mit dem Meisterschaftsfinale. Titelverteidiger war Shanghai Golden Age VC.

## Teilnehmende Mannschaften
| Verein                      | Halle                                     | Kapazität | Stadt    |
| --------------------------- | ----------------------------------------- | --------- | -------- |
| Bayi Nanchang               | Wenchang-Stadion                          |           | Nanchang |
| Beijing Baic Motor          | Beijing-Guangcai-Stadion                  | 2.800     | Peking   |
| Fujian                      | Fujian Normal University-Haupthalle       | 3.000     | Fuqing   |
| Guangdong Shenzhen Glorious | Shenzhen-Sportcenter                      | 5.000     | Shenzhen |
| Hebei                       | Xingtai-Stadion                           | 4.500     | Xingtai  |
| Henan                       | Nanyang-Sportcenter-Halle                 | 5.880     | Nanyang  |
| Hubei                       | Hubei Institute of Engineering-Sporthalle |           | Xiaogan  |
| Jiangsu                     | Nanjing University-Halle                  | 3.954     | Nanjiang |
| Liaoning                    | Weinan Sports Training Base               | 4.000     | Shenyang |
| Shandong                    | Zibo-Sportcenter-Komplex                  | 6.000     | Zibo     |
| Shanghai Golden Age VC      | Luwan-Sportcenter                         | 3.500     | Shanghai |
| Sichuan                     | Shuangliu-Sportcenter                     | 3.400     | Chengdu  |
| Tianjin VC                  | Tianjin-Volksstadion                      | 3.400     | Tianjin  |
| Zhejiang                    | Deqing-Sportcenter-Arena                  |           | Huzhou   |

## Hauptrunde
Die Männer-Chinese Volleyball Super League setzt sich in der Saison 2018/19 aus vierzehn Mannschaften zusammen, die zunächst in einer Hauptrunde in zwei Gruppen gegeneinander antreten. Anschließend spielen die jeweils vier Gruppenbesten in der Meisterschaftsrunde gegeneinander, während die jeweils drei Gruppenschlechtesten in der Abstiegsrunde gegeneinander spielen. 

### Tabelle
In der Chinese Volleyball Super League gilt für den Spielbetrieb folgende Punkteregel: Für einen 3:0- oder einen 3:1-Sieg gibt es drei Punkte, für einen 3:2-Sieg zwei Punkte, für eine 2:3-Niederlage einen Punkt und für eine 1:3- oder 0:3-Niederlage keinen Punkt. Bei Punktgleichheit entscheidet zunächst die Anzahl der gewonnenen Spiele, dann der Satzquotient (Divisionsverfahren) und schließlich der Ballpunktquotient (Divisionsverfahren).

### Gruppe A
|                 | Verein                      | Anz. Spiele | Punkte | Gew. Spiele | Verl. Spiele | Sätze | Bälle |
| --------------- | --------------------------- | ----------- | ------ | ----------- | ------------ | ----- | ----- |
| 1.              | Zhejiang                    | 6           | 14     | 5           | 1            | 15:8  | 0:0   |
| 2.              | Bayi Nanchang               | 6           | 12     | 4           | 2            | 13:7  | 0:0   |
| 3.              | Henan                       | 6           | 12     | 4           | 2            | 14:9  | 0:0   |
| 4.              | Shanghai Golden Age VC (M)  | 6           | 12     | 4           | 2            | 13:8  | 0:0   |
| 5.              | Tianjin VC                  | 6           | 8      | 3           | 3            | 12:14 | 0:0   |
| 6.              | Guangdong Shenzhen Glorious | 6           | 4      | 1           | 5            | 7:16  | 0:0   |
| 7.              | Fujian                      | 6           | 1      | 0           | 6            | 6:18  | 0:0   |
| Ende Hauptrunde |                             |             |        |             |              |       |       |

|     | Qualifikation für die Meisterschaftsrunde |
|     | Qualifikation für die Abstiegsrunde       |
| (M) | Chinesischer Meister 2017/18              |

### Gruppe B
|                 | Verein                | Anz. Spiele | Punkte | Gew. Spiele | Verl. Spiele | Sätze | Bälle |
| --------------- | --------------------- | ----------- | ------ | ----------- | ------------ | ----- | ----- |
| 1.              | Beijing Baic Motor VC | 6           | 16     | 5           | 1            | 17:4  | 0:0   |
| 2.              | Jiangsu               | 6           | 14     | 5           | 1            | 15:6  | 0:0   |
| 3.              | Shandong              | 6           | 12     | 4           | 2            | 15:8  | 0:0   |
| 4.              | Sichuan               | 6           | 11     | 4           | 2            | 14:11 | 0:0   |
| 5.              | Hebei                 | 6           | 5      | 2           | 4            | 6:15  | 0:0   |
| 6.              | Liaoning              | 6           | 3      | 1           | 5            | 5:16  | 0:0   |
| 7.              | Hubei                 | 6           | 2      | 0           | 6            | 6:18  | 0:0   |
| Ende Hauptrunde |                       |             |        |             |              |       |       |

|     | Qualifikation für die Meisterschaftsrunde |
|     | Qualifikation für die Abstiegsrunde       |
| (M) | Chinesischer Meister 2017/18              |

## Meisterschaftsrunde
|                          | Verein                     | Anz. Spiele | Punkte | Gew. Spiele | Verl. Spiele | Sätze | Bälle |
| ------------------------ | -------------------------- | ----------- | ------ | ----------- | ------------ | ----- | ----- |
| 1.                       | Beijing Baic Motor VC      | 14          | 38     | 13          | 1            | 40:12 | 0:0   |
| 2.                       | Shanghai Golden Age VC (M) | 14          | 35     | 12          | 2            | 38:15 | 0:0   |
| 3.                       | Jiangsu                    | 14          | 27     | 10          | 4            | 32:21 | 0:0   |
| 4.                       | Shandong                   | 14          | 24     | 7           | 7            | 32:24 | 0:0   |
| 5.                       | Bayi Nanchang              | 14          | 19     | 6           | 8            | 28:31 | 0:0   |
| 6.                       | Zhejiang                   | 14          | 10     | 3           | 11           | 17:35 | 0:0   |
| 7.                       | Sichuan                    | 14          | 9      | 4           | 10           | 16:37 | 0:0   |
| 8.                       | Henan                      | 14          | 6      | 1           | 13           | 12:40 | 0:0   |
| Ende Meisterschaftsrunde |                            |             |        |             |              |       |       |

|     | Qualifikation für die Meisterschafts-Finalrunde |
| (M) | Chinesischer Meister 2017/18                    |

## Abstiegsrunde
|                    | Verein                      | Anz. Spiele | Punkte | Gew. Spiele | Verl. Spiele | Sätze | Bälle |
| ------------------ | --------------------------- | ----------- | ------ | ----------- | ------------ | ----- | ----- |
| 1.                 | Guangdong Shenzhen Glorious | 10          | 25     | 8           | 2            | 27:9  | 0:0   |
| 2.                 | Tianjin VC                  | 10          | 25     | 9           | 1            | 28:12 | 0:0   |
| 3.                 | Hebei                       | 10          | 12     | 3           | 7            | 19:23 | 0:0   |
| 4.                 | Liaoning                    | 10          | 12     | 4           | 6            | 14:22 | 0:0   |
| 5.                 | Fujian                      | 10          | 11     | 4           | 6            | 16:22 | 0:0   |
| 6.                 | Hubei                       | 10          | 5      | 2           | 8            | 12:28 | 0:0   |
| Ende Abstiegsrunde |                             |             |        |             |              |       |       |

|  | Abstieg aus der CVSL 2018/19 |

## Meisterschafts-Finalrunde

### Halbfinale
| Datum              | Team 1                 | Team 2   | Ergebnis            |
| ------------------ | ---------------------- | -------- | ------------------- |
| 19./26./29.01.2019 | Beijing Baic Motor VC  | Shandong | 3:0 (3:0, 3:1, 3:0) |
| 19./26./29.01.2019 | Shanghai Golden Age VC | Jiangsu  | 3:0 (3:1, 3:1, 3:0) |

### Spiel um Platz 3.
| Datum          | Team 1   | Team 2  | Ergebnis       |
| -------------- | -------- | ------- | -------------- |
| 17./24.02.2019 | Shandong | Jiangsu | 0:2 (0:3, 1:3) |

### Finale
| Datum                     | Team 1                | Team 2                 | Ergebnis            |
| ------------------------- | --------------------- | ---------------------- | ------------------- |
| 17./24./27.02./02.03.2019 | Beijing Baic Motor VC | Shanghai Golden Age VC | 0:2 (0:3, 1:3, 0:3) |